# NGC 5314
NGC 5314 (другие обозначения — MCG 12-13-9, ZWG 336.17, PGC 48810) — галактика в созвездии Малая Медведица.
Этот объект входит в число перечисленных в оригинальной редакции «Нового общего каталога».